# Svartstrupig apalis
Svartstrupig apalis (Apalis jacksoni) är en afrikansk fågel i familjen cistikolor inom ordningen tättingar.

## Utseende och levnadssätt
Svartstrupig apalis är en relativt långstjärtad apalis med gul undersida, grön ovansida, grått huvud med diagnostisk svart strupe och vitt mustaschstreck. Honan är blekare med ljusare grått huvud och grå strupe. Den förekommer framför allt i trädens lövverk vid skogskanter och öppningar i bergstrakter, men också höga träd i odlingsmark på lägre nivåer.

## Utbredning och systematik
Svartstrupig apalis delas in i tre underarter med följande utbredning:
- Apalis jacksoni bambuluensis – förekommer i höglandsområden i Nigeria och Kamerun
- Apalis jacksoni minor – förekommer i lågland i Kamerun och Kongo-Kinshasa
- Apalis jacksoni jacksoni – från Kongo-Kinshasa till Angola, Sudan, Uganda och Kenya

Vissa urskiljer även underarten albimentalis med utbredning i Angola på basis av isolerat utbredningsområde och något avvikande fjäderdräkt.

### Familjetillhörighet
Cistikolorna behandlades tidigare som en del av den stora familjen sångare (Sylviidae). Genetiska studier har dock visat att sångarna inte är varandras närmaste släktingar. Istället är de en del av en klad som även omfattar timalior, lärkor, bulbyler, stjärtmesar och svalor. Idag delas därför Sylviidae upp i ett antal familjer, däribland Cisticolidae.

## Status och hot
Arten har ett stort utbredningsområde, men tros minska i antal, dock inte tillräckligt kraftigt för att den ska betraktas som hotad. Internationella naturvårdsunionen IUCN listar arten som livskraftig (LC). Världspopulationen har inte uppskattats men den beskrivs som ovanlig till vanlig.

## Namn
Fågelns vetenskapliga artnamn hedrar Frederick John Jackson (1860-1929), engelsk upptäcktsresande, viceguvernör i Brittiska Östafrika 1907-1911 samt guvernör i Uganda 1911-1917.